# Johann Staggl
Johann Staggl (* 26. Februar 1960 in Imst) ist ein österreichischer Hotelier, Politiker (ÖVP) und ehemaliger Abgeordneter zum Tiroler Landtag.
Johann Staggl besuchte von 1966 bis 1971 die Volksschule in Arzl und danach die Hauptschule in Imst. Ab 1975 absolvierte er die Handelsakademie Imst, bevor er 1976 an die Hotelfachschule Villa Blanka wechselte, die er 1979 abschloss. 
Johann Staggl ist seit 1981 Gastwirt und Hotelier. Er gehört dem Wirtschaftsbund an und war von 1991 bis 2023 Bezirksobmann des Wirtschaftsbunds Imst. Von 2003 bis 2013 vertrat Staggl die Tiroler Volkspartei im Tiroler Landtag. Er war ab 2003 Mitglied im Ausschuss für Land- und Forstwirtschaft, Verkehr und Umwelt und Mitglied im Ausschuss für Wirtschaft, Tourismus und Technologie als Obmann. Ab 2008 war er zudem auch Mitglied im Finanzausschuss.